# 毛律山猪笼草
毛律山猪笼草（学名：Nepenthes murudensis）是婆罗洲毛律山特有的热带食虫植物。其种加词也就来源于毛律山。其被推定为起源于杂交种：两眼猪笼草（N. reinwardtiana）和毛盖猪笼草（N. tentaculata）被认为是其原始的亲本。

## 植物学史
毛律山猪笼草在被描述前就已被许多学者所知，但他们对其身份的鉴定并不统一。1988年，安西娅·飞利浦和安东尼·兰姆认为其可能是两眼猪笼草与毛盖猪笼草的一个自然杂交种。然而，在他们1996年的专著《婆罗洲的猪笼草》中，却已将其视为一个正在被描述中的物种，并称之为“Nepenthes murudensis Culham ined.”该名称是由阿拉斯泰尔·卡勒姆（Alastair Culham）取的一个非正式名称，至少在1994年使用过。
1997年，马修·杰布和马丁·奇克在其专著《猪笼草属（猪笼草科）的框架性修订》中正式描述了毛律山猪笼草，其刊登于植物学杂志《布卢姆》中。在对毛律山猪笼草进行描述时，植物学家们对是否将其视为一个物种而存在分歧，但他们一致认为其起源于杂交种。
1982年9月13日，在毛律山第一峰与第二峰之间采集到了毛律山猪笼草的模式标本，其编号为“Yii Puan Ching S 44623”，存放于英国皇家植物园中。另一个编号为“Beaman 11461”的标本，由约翰·H·比曼（John H. Beaman）于1995年4月10日至17日采集于毛律山的顶峰山脊海拔2300米至2400米的区域内。该标本为自埃里克·米约贝里在1922年第一次登顶后第八次毛律山植物学考察的成果。
因毛律山猪笼草与其可能的亲本之间存在着密切的近缘关系，从而导致它们在一些文献中的混乱。如1996年，约翰·德·维特（John De Witte）在《食虫植物通讯》上发表的文章中出现了所谓的“毛律山的猪笼草”（Nepenthes of Gunung Murud），而又把毛律山猪笼草的上位笼鉴定为毛盖猪笼草。

## 形态特征

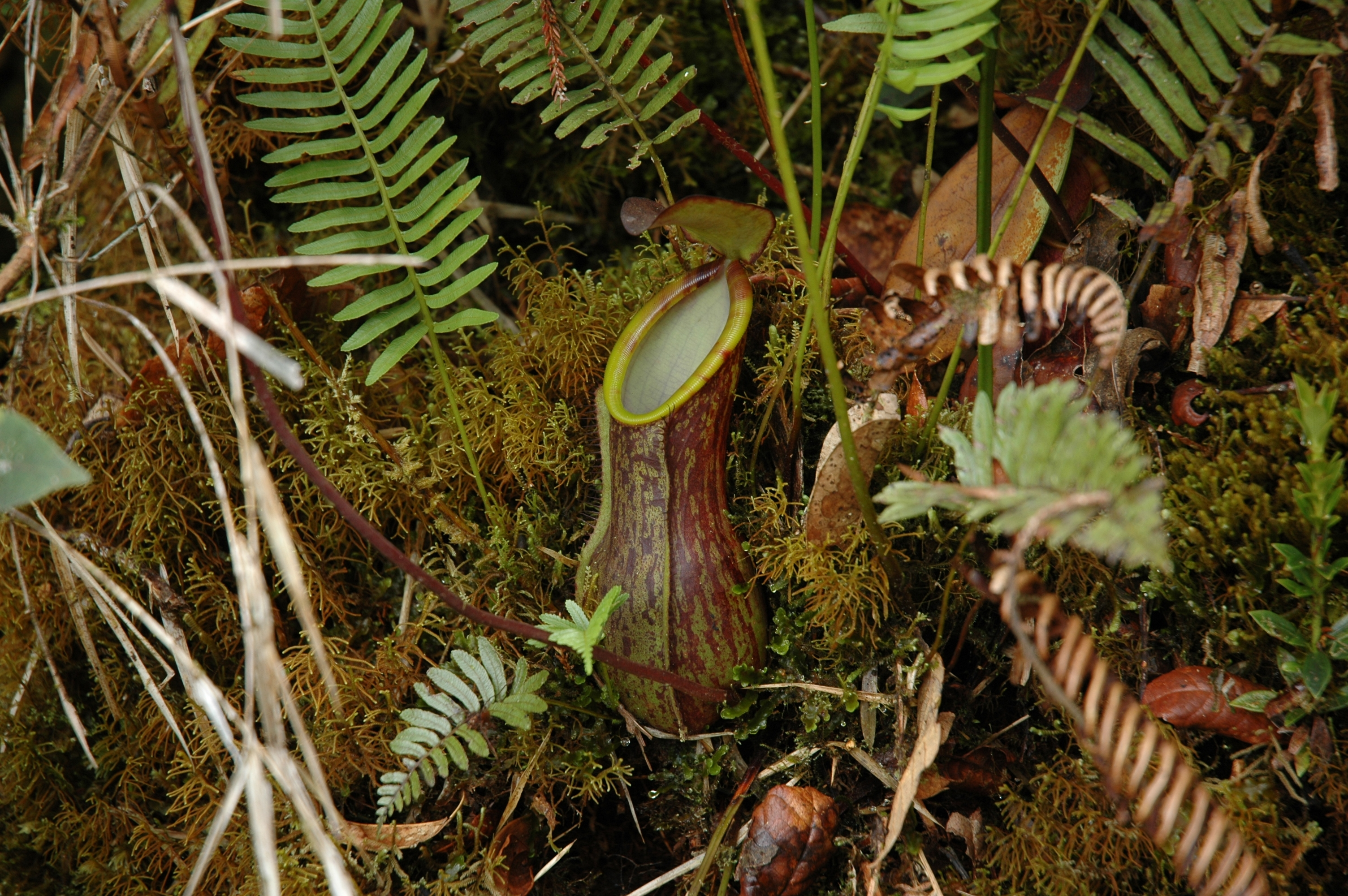
出现于苔藓中的毛律山猪笼草下位笼

毛律山猪笼草为藤本植物。茎可长达5米，直径可达5毫米，三棱柱形。节间距可达10厘米。
毛律山猪笼草的叶片革质，贴生，长圆形－椭圆形，可长达12厘米，宽至4厘米。叶尖圆形至钝尖，基部可下延2厘米。中脉的两侧可分别具5条纵脉，羽状脉不明显。

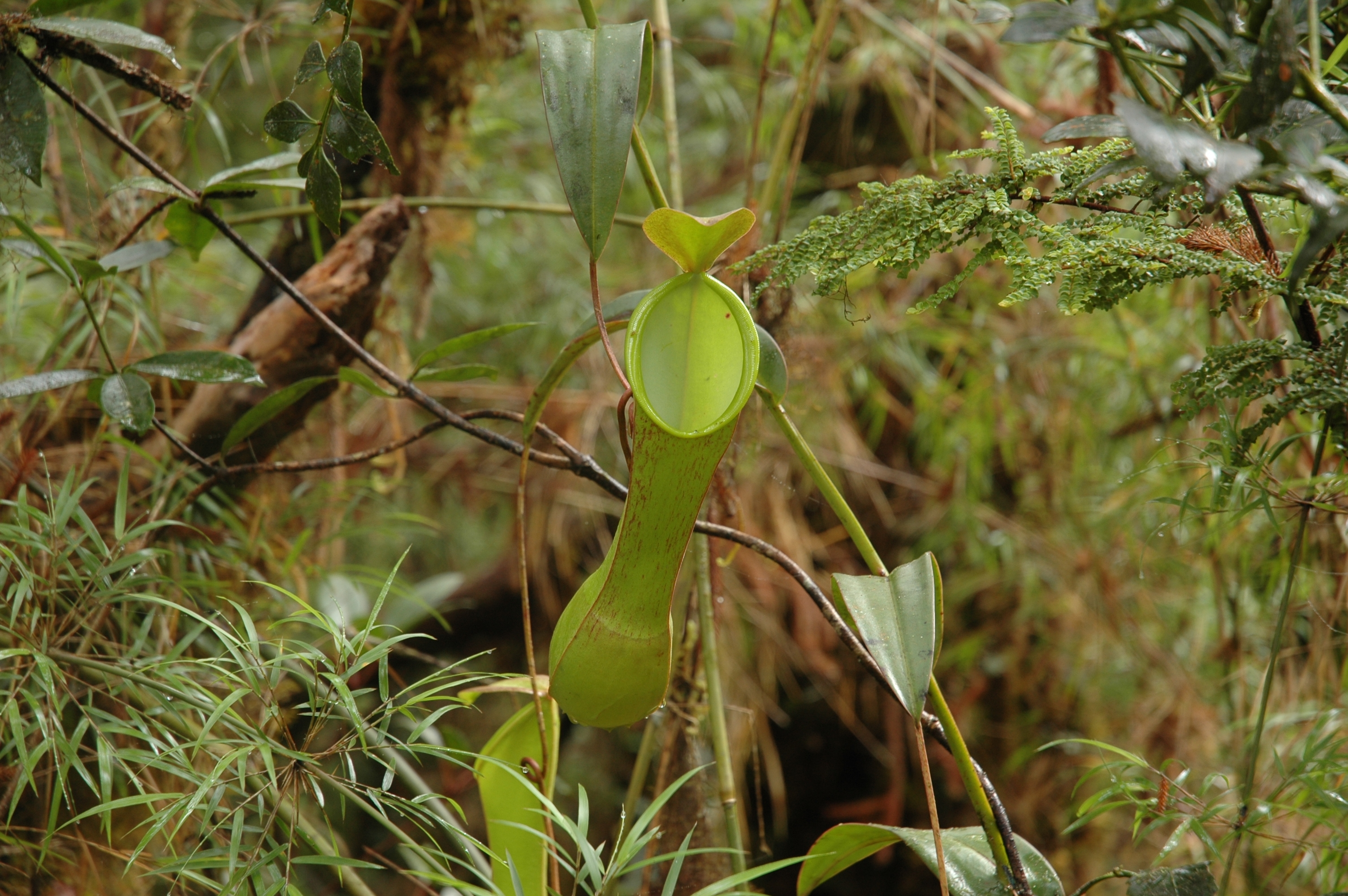
具上位笼的毛律山猪笼草攀援茎

毛律山猪笼草的下位笼下半部呈卵形，上半部略呈圆柱形，可高达20厘米，宽至5厘米。腹面具一对可宽达6毫米的笼翼。内表面蜡质区极其发达。笼口为卵形，倾斜。唇呈扁圆柱形，可宽达5毫米。笼盖为卵形－倒卵形，无附属物。其末端浑圆，基部截形，可长达6厘米，宽至5厘米。在笼盖下表面的中线处聚集着大型的蜜腺。笼盖基部的后方具一根不分叉的笼蔓尾，可长达9毫米。
毛律山猪笼草的上位笼类似于下位笼，但其更接近于圆柱形且更细长。体型也更大型，可高达30厘米。笼翼缩小成一对隆起。其上位笼和下位笼的蜡质区面积都非常大，可占据捕虫笼内表面的四分之三或更多。
毛律山猪笼草的花序为总状花序，其雄性花序和雌性花序在结构上有些许不同。花型非常紧凑，总花梗仅可达3厘米，直径可至7毫米，而花序轴可达6厘米。每一个花梗一朵花，具小苞片，可长达7厘米。萼片为椭圆形，可长达5毫米。
毛律山猪笼草植株的大部分几乎无毛，但在茎部、花序和叶片中脉具有密集的棕色柔滑短毛被。

## 生态关系

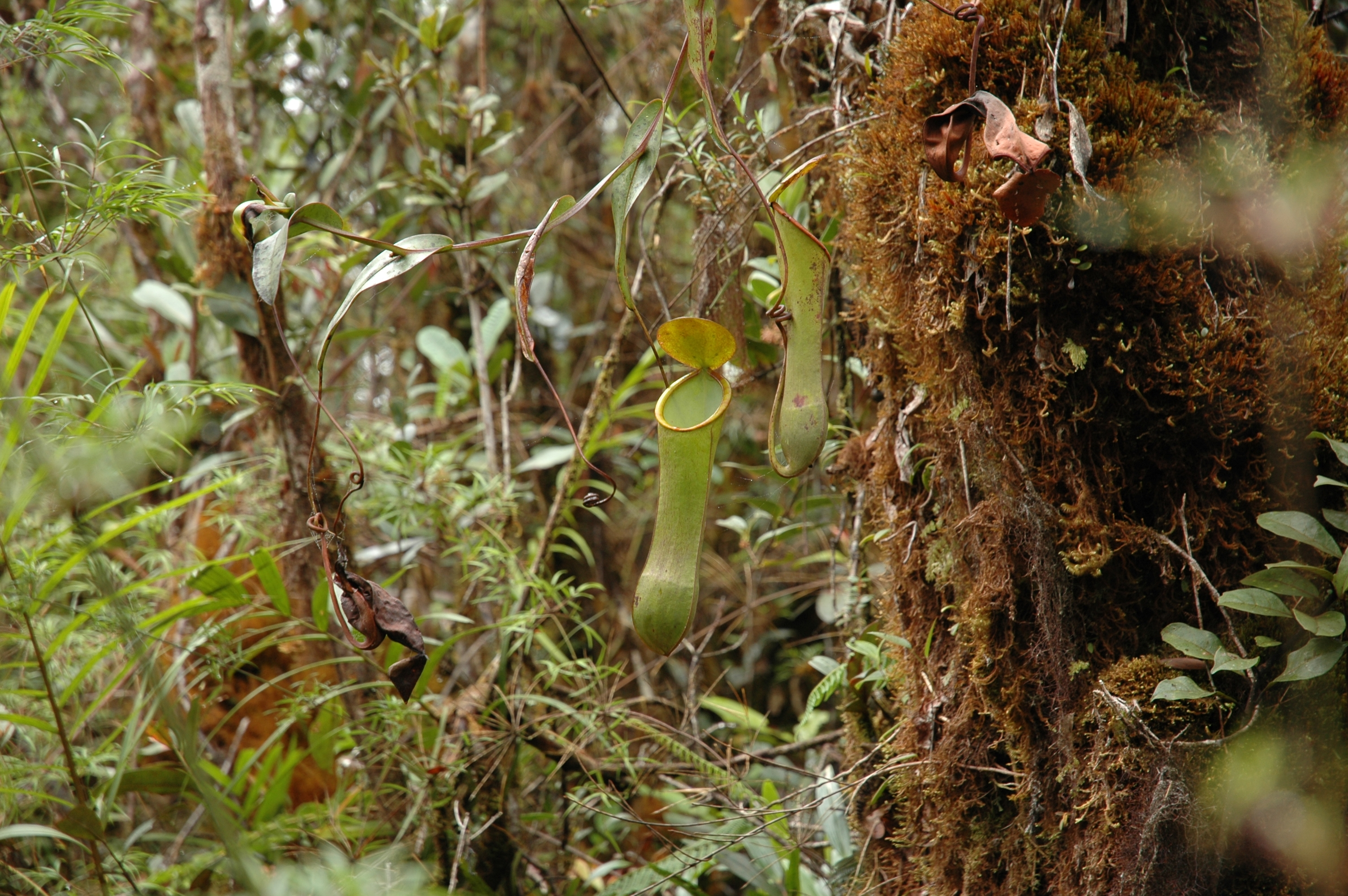
生长于苔藓森林中的毛律山猪笼草

毛律山猪笼草是婆罗洲沙捞越毛律山山顶地区特有的热带食虫植物。其也是唯一分布于科比拉高原（Kelabit Highlands）的猪笼草属植物。其生长于海拔2000米至2423米处。
毛律山猪笼草典型的原生地由矮小的山地灌木丛和山脊植被组成，高度很少超过1.5米。其常出现于苔藓森林中。尽管胡瑞尔猪笼草（N. hurrelliana）、劳氏猪笼草（N. lowii）、姆鲁山猪笼草（N. muluensis）和毛盖猪笼草也存在于毛律山，但尚未发现关于毛律山猪笼草的自然杂交种。1996年，约翰·德·维特曾报道在毛律山发现了两眼猪笼草（N. reinwardtiana），但其他学者都未能在山上找到。
毛律山猪笼草常攀附于低矮的植被上，但在空旷处也可长成莲座状。植物学家安德鲁·赫里尔（Andrew Hurrell）描述道，山顶处植株的高度极少超过30厘米，呈小型的莲座状，而其捕虫笼有时却非常的巨大，可超过30厘米。
两种产自毛律山的厚蹼蟾属蟾蜍——林那尼山厚蹼蟾（Pelophryne linanitensis）和毛律山厚蹼蟾（Pelophryne murudensis）与毛律山猪笼草同域分布，并可能生存于其捕虫笼中。
根据2000年的评估，毛律山猪笼草已被列入《2006年世界自然保护联盟濒危物种红色名录》中，保护状况为濒危。1997年，查尔斯·克拉克根据世界自然保护联盟的标准，将毛律山猪笼草非正式的列为濒危物种。

## 杂交起源
尽管毛律山猪笼草捕虫笼的体型比两眼猪笼草和毛盖猪笼草都大，但其外形仍呈现后两者的中间型。这就导致了一些学者猜测毛律山猪笼草可能起源于杂交种。
植物学家克莱夫·安东尼·斯特斯提到一个观点“稳定杂交种当具有一系列不再与其亲本严格相关的独特分布特征、形态特征和遗传特性……如果该杂交种成为一个独立的，可识别的，可自我维持的集合，那么其实际上就是一个独立的物种。”因该类群呈现出数目稳定且高度均一，同时也是毛律山顶峰山脊数目最多的猪笼草属植物，这就更倾向于将毛律山猪笼草视为一个独立的物种。其他可能的杂交亲本包括汉密吉伊坦山猪笼草（N. hamiguitanensis）、胡瑞尔猪笼草和有柄猪笼草（N. petiolata）。
此外，毛律山猪笼草也可能是从毛盖猪笼草的种群中分化出来的。

## 相关物种
毛律山猪笼草被归入“钩唇组”（Hamata group），其中还包括了另外四种来自婆罗洲和苏拉威西的物种，分别是无毛猪笼草（N. glabrata）、钩唇猪笼草（N. hamata）、姆鲁山猪笼草、黑猪笼草（N. nigra）和毛盖猪笼草。
毛律山猪笼草常被描述为类似于巨大的毛盖猪笼草，可见它们之间存在着密切的近缘关系。它们的区别在于毛律山猪笼草笼盖的上表面无丝状的附属物，各方面都更壮硕，并且花序和一些营养组织具有密集的毛被。然而沙捞越北部的大量毛盖猪笼草种群，其捕虫笼的高度都可以超过20厘米，这在外观上就非常近似毛律山猪笼草。
毛律山猪笼草的上位笼也与毛盖猪笼草不同，其缺乏笼翼。虽然毛盖猪笼草在这方面也存在着差异性，但毛律山地区植株的上位笼通常都具有笼翼。
毛律山猪笼草与其可能的亲本——两眼猪笼草的区别在于其捕虫笼的内表面无“眼点”，且其叶片的基部完全包住茎部。此外，毛律山猪笼草下位笼的笼翼具翼须，而两眼猪笼草通常只为一对隆起，极少数具短笼翼，且无翼须。